# 董玉江 (少將)
董玉江，男丶中國大陸軍事人物丶政治人物丶中共黨員
中國人民解放軍空军少將丶中共高級將領。現仼中国人民解放军95861部队副司令员，在某阅兵典礼中带领弹炮系统方队参加受阅 